# مانی شانکار
مانی شانکار (انگلیسی: Mani Shankar؛ زادهٔ ۳ اوت ۱۹۵۷) کارگردان فیلم و فیلم‌نامه‌نویس اهل هند است. وی از سال ۱۹۸۰ میلادی تاکنون مشغول فعالیت بوده‌است.

## فیلم‌شناسی
- ۱۶ دسامبر (۲۰۰۲)
- رودراکش (۲۰۰۴)
- تانگو چارلی (۲۰۰۵)
- مخبر (۲۰۰۸)
- ناک اوت (۲۰۱۰)